# 西田雅一
西田 雅一（にしだ まさかず、11月1日 - ）は、日本の男性声優。東京都出身。東京俳優生活協同組合所属。

## 来歴
ゲーム『ファイナルファンタジーシリーズ』が好きであり、「将来、関わる仕事ができないか」と思っていたという。高校卒業後、音楽が好きなためサウンド系の専門学校に行って、「それで関わりたいな」と思ったという。ゲーム『ファイナルファンタジーX』で初めて声優が起用され、「声でも関われるんだ」、「好きなシリーズの作品に声で関わる事も出来る」と思ったのがきっかけで声優を目指した。
2005年、アミューズメントメディア総合学院卒業。2007年から東京俳優生活協同組合所属。

## 人物
声種はバリトン。
趣味・スポーツはバスケットボール、ピアノ。資格・免許は普通自動車免許。
好きな言葉は「自分に厳しく人に優しく」。

## 出演
太字はメインキャラクター。

### テレビアニメ
2007年
- ひとひら（生徒）

2008年
- 銀魂（隊士B）

2009年
- キディ・ガーランド（兵卒B）
- ジュエルペット（中堅）

2011年
- 輪るピングドラム（管理局の男、警察官、電車内アナウンス）

2012年
- アクセル・ワールド（石尾）
- カードファイト!! ヴァンガード アジアサーキット編（ケネス・ラウ）
- しろくまカフェ（おじさん）
- マギ The labyrinth of magic（2012年 - 2013年、豆男、隊長、街の人B、貧民A、街の男）

2013年
- ログ・ホライズン（2013年 - 2021年、アインス、むちお） - 3シリーズ

2014年
- ガンダムビルドファイターズトライ（2014年 - 2016年、イズナ・シモン） - 1シリーズ + 特別編

2015年
- うしおととら（法力僧B）
- ガンスリンガー ストラトス（片桐鏡磨）
- コンクリート・レボルティオ〜超人幻想〜（2015年 - 2016年、白田晃 / グロスオーゲン） - 2シリーズ
- ハイキュー!! セカンドシーズン（十和田良樹）

2016年
- D.Gray-man HALLOW（ティキ・ミック）
- ドリフターズ（カフェト）
- ニンジャスレイヤー　フロムアニメイシヨン　スペシャル・エディシヨン版（ラプチャー）
- 僕のヒーローアカデミア（2016年 - 2024年、障子目蔵、エクトプラズム、放送の声、円場硬成、回原旋） - 7シリーズ
- 霊剣山（2016年 - 2017年、海雲帆） - 2シリーズ

2017年
- この素晴らしい世界に祝福を! シリーズ（2017年 - 2024年、バニル） - 2シリーズ
- DYNAMIC CHORD（伊澄久臣）

2018年
- 東京喰種トーキョーグール シリーズ（阿原半兵衛） - 2シリーズ
- ニル・アドミラリの天秤（雉子谷新、布切麻流、鳴呼下松志太、豆生田卓司）
- 京都寺町三条のホームズ（橘）
- INGRESS THE ANIMATION（手川刑事）

2019年
- 異世界かるてっと（2019年 - 2020年、バニル） - 2シリーズ

### 劇場アニメ
- アタゴオルは猫の森（2006年）
- 僕のヒーローアカデミア THE MOVIEシリーズ（2018年 - 2019年、障子目蔵[17][18]） - 2作品
- 映画 この素晴らしい世界に祝福を!紅伝説（2019年、バニル[19]）
- RE:cycle of the PENGUINDRUM [後編] 僕は君を愛してる（2022年、管理局の男）

### OVA
- FREEDOM（2007年、村人達）

### ゲーム
2008年
- いじわる My Master（ロボ）
- 江戸川乱歩の怪人二十面相DS（明智小五郎）
- 蒼黒の楔 緋色の欠片3（五瀬新）
- LORD of VERMILION

2010年
- 猛獣使いと王子様（ハンネス）

2011年
- 猛獣使いと王子様 Portable（ハンネス）

2012年
- L.G.S 〜新説 封神演義〜（紂王）
- ガンスリンガー ストラトス（片桐鏡磨）

2013年
- ティアーズ・トゥ・ティアラII 覇王の末裔（レリウス）
- ボーイフレンド（仮）（如月斗真）
- 萌えガチャ（如月斗真）

2014年
- ガンスリンガー ストラトス2（片桐鏡磨）
- DYNAMIC CHORD feat.[reve parfait]（伊澄久臣）
- ファイナルファンタジーXIV: 新生エオルゼア（オルシュファン）

2015年
- 初恋の歌（高藤陽介）
- ブレイブソード×ブレイズソウル
- 猛獣使いと王子様 〜Flower & Snow〜（ハンネス）
- 夢王国と眠れる100人の王子様（トト）
- Re:BIRTHDAY SONG〜恋を唄う死神〜（ヒイロ）
- グラナド・エスパダ（ベイン）

2016年
- AKIBA'S BEAT（誘薙キョウヤ）
- ソウルワーカー（マーティン）
- ニル・アドミラリの天秤 帝都幻惑綺譚（雉子谷新）
- 僕のヒーローアカデミア バトル・フォー・オール（障子目蔵）
- ガンスリンガー ストラトス3(片桐鏡磨)

2017年
- この素晴らしい世界に祝福を! -この欲深いゲームに審判を!-（バニル）
- ニル・アドミラリの天秤 クロユリ炎陽譚（雉子谷新）

2019年
- この素晴らしい世界に祝福を! ～希望の迷宮と集いし冒険者たち～（バニル）
- ブラウンダスト（エドウィン）

2020年
- この素晴らしい世界に祝福を! ファンタスティックデイズ（バニル）
- この素晴らしい世界に祝福を! ～この欲望の衣装に寵愛を!～（バニル）

2022年
- この素晴らしい世界に祝福を！～呪いの遺物と惑いし冒険者たち～（バニル）

2023年
- 信長の野望 出陣（足利義輝、里見義弘、北条氏政）

2024年
- 僕のヒーローアカデミア ULTRA IMPACT（障子目蔵）
- 共闘ことばRPG コトダマン（バニル）
- 妖怪ウォッチ ぷにぷに（バニル）
- 逆転オセロニア（バニル）

### ドラマCD
- TVアニメ『この素晴らしい世界に祝福を！2』サントラ＆ドラマCD Vol.3「受難の日々に福音を！」（バニル[47]）

### 吹き替え
- CSI:科学捜査班8
- THE WAVE ウェイヴ

### ボイスドラマ
- VOMIC「まつりスペシャル」

### ラジオ
※はインターネット配信。
- 純子と涼のアシタヘストライク!
- 諏訪部順一・西田雅一の覚醒チューン!（2014年 - 2018年、超!A&G+※・AG-ON Premium※）

### ナレーション
- キラキラきれい わたしのレシピ
- 告白。五輪冬物語
- GI出走馬プロフィール
- 重賞メモリアル
- 女子バレーボールワールドグランプリ
- スポーツシンフォニー
- スポーツLIFE HERO'S 土曜版（2016年4月 - 2017年3月、フジテレビ）
- 世界フィギュアスケート国別対抗戦2013
- 絶品!シアワセなる食卓
- TAI×MAN
- ちば旅コンシェルジュ
- 妻、小学生になる。
- TSUNAGU!
- 2012年ロンドンオリンピック バレーボール世界最終予選
- 2016年リオデジャネイロオリンピック バレーボール世界最終予選
- 春の高校バレー
- Volleyball Channel
- ビーチバレーボール ワールドツアー2019
- フィギュアスケートグランプリファイナル2012
- ふるさとの未来
- ワールドカップバレー 2019
- １島だけじゃもったいない　東京・島旅〜秋の神津島＆伊豆大島（2024年10月19日、チバテレビ）

### その他コンテンツ
- 就職活動支援ソフト「就勝」（男性）

## ディスコグラフィ

### キャラクターソング
| 発売日  | 商品名                                                                    | 歌                                                            | 楽曲                     | 備考                                                |
| 2015年  | 2015年                                                                    | 2015年                                                        | 2015年                   | 2015年                                              |
| ------- | ------------------------------------------------------------------------- | ------------------------------------------------------------- | ------------------------ | --------------------------------------------------- |
| 6月17日 | ボーイフレンド（仮）キャラクターCDシリーズ vol.1 如月斗真&北城猛&守部匡治 | 如月斗真（西田雅一）                                          | 「ハーフライン」         | ゲーム『ボーイフレンド（仮）』関連曲                |
| 2016年  |                                                                           |                                                               |                          |                                                     |
| 2月10日 | ボーイフレンド（仮）キャラクターソングアルバム vol.1                      | 如月斗真（西田雅一）、北城猛 （小野大輔）、守部匡治（梶裕貴） | 「SCHOOL☆LIFE」          | ゲーム『ボーイフレンド（仮）』関連曲                |
| 2018年  |                                                                           |                                                               |                          |                                                     |
| 1月24日 | ボーイフレンド（仮）プロジェクト ミュージックアルバム 藤城学園 #02        | アルティメット・ライバルズ                                    | 「激情のtriangle match」 | ゲーム『ボーイフレンド（仮）きらめき☆ノート』関連曲 |
| 1月24日 | ボーイフレンド（仮）プロジェクト ミュージックアルバム 藤城学園 #02        | 若桜先生と部活男子                                            | 「溜息の保健室」         | ゲーム『ボーイフレンド（仮）きらめき☆ノート』関連曲 |
| 1月24日 | ボーイフレンド（仮）プロジェクト ミュージックアルバム 藤城学園 #02        | 歴代サッカー部                                                | 「Super star」           | ゲーム『ボーイフレンド（仮）きらめき☆ノート』関連曲 |

### シリーズ一覧
1. ↑  第1シリーズ（2013年）、第2シリーズ（2014年 - 2015年）、第3シリーズ『円卓崩壊』（2021年）
2. ↑  テレビシリーズ（2014年 - 2015年）、特別編『アイランド・ウォーズ』（2016年8月21日）
3. ↑  第1期（2015年）、第2期『THE LAST SONG』（2016年）
4. ↑  第1期（2016年）、第2期（2017年）、第3期（2018年）、第4期（2019年 - 2020年）、第5期（2021年）、第6期（2022年 - 2023年）、第7期（2024年）
5. ↑  第1期『星屑たちの宴』（2016年）、第2期『叡智への資格』（2017年）
6. ↑  第2期『2』（2017年）、第3期『3』（2024年）
7. ↑  第3期・最終章『:re』（2018年）
8. ↑  第1期（2019年）、第2期『2』（2020年）

### ユニットメンバー
1. ↑  逢坂紘夢（寺島拓篤）、如月斗真（西田雅一）、桜沢瑠風（代永翼）
2. ↑  如月斗真（西田雅一）、宮ノ越涼太（村田太志）、若桜郁人（鳥海浩輔）
3. ↑  如月斗真（西田雅一）、向井和樹（川原慶久）